# Sant Miquel de Fontanet
Sant Miquel de Fontanet és l'església parroquial de Fontanet, antiga entitat de població del municipi de Torà, a la comarca del Solsonès. És un monument protegit i inventariat dins el Patrimoni Arquitectònic Català

## Situació
L'església es troba a 2,5 kilòmetres al NE de la vila de Torà. S'aixeca dalt d'un turó, a la confluència del barranc de Figuerola amb la riera de Llanera. A prop seu hi ha la masia de Can Garriga.

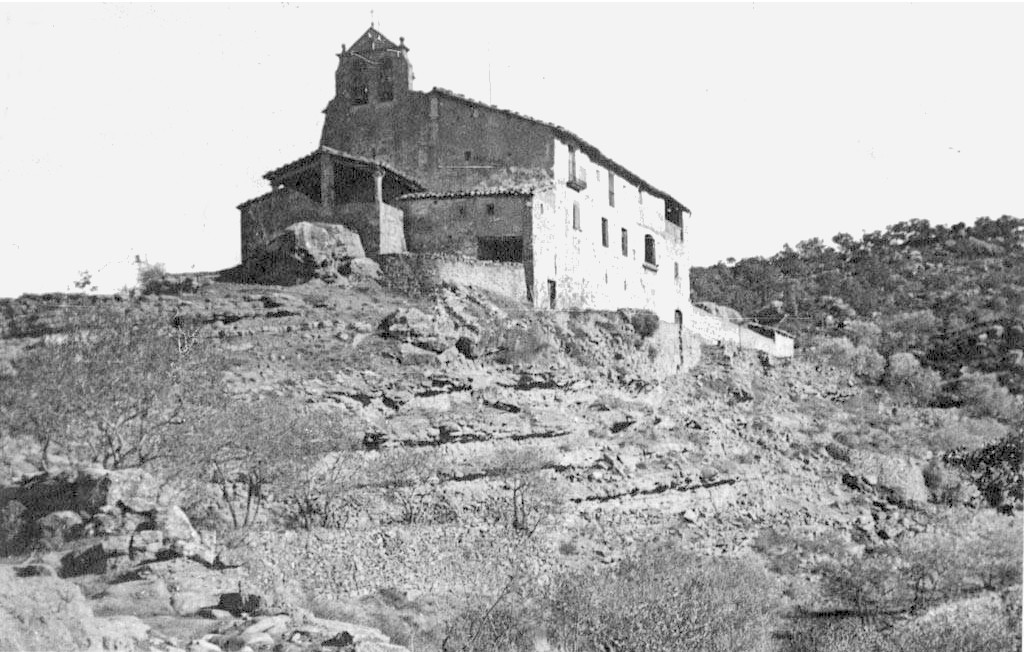
L'església de Sant Miquel entre 1890 i 1923 (amb la Rectoria annexa)

S'hi accedeix des de Torà per la carretera de Solsona, seguint el curs de la riera de Llanera.

## Descripció
És una construcció d'una sola nau de planta rectangular d'estil romànic, amb volta de canó i un absis decorat exteriorment amb un fris d'arcuacions cegues i lesenes. El parament és de carreus que segueixen filada, treballats a cops de maceta. El seu tipus arquitectònic respon a les formes llombardes de finals del segle xi i principis del XII. El mur de ponent és coronat per un campanar d'espadanya, no romànic, de doble finestral. L'accés es troba a l'oest i ve donat per una entrada amb arc rebaixat i porta de fusta de doble batent precedida per un cobert amb teulada a doble vessant.
A l'interior, entre altres tombes de rectors, hi ha la de Jeroni Giribets (1678-1744), autor de diversos panegírics i escrits.